# Чжао Фэй
Чжао Фэй (кит. трад. 趙非, упр. 赵非, пиньинь Zhào Fēi, 1961, Сиань) — китайский кинематографист, кинооператор. Представитель «Пятого поколения» китайского кинематографа.

## Биография
Родился в 1961 году в Сиане (провинция Шэньси) в семье архитектора. Выросший в бурные годы Культурной революции, Чжао поступил во вновь открытую Пекинскую киноакадемию в 1978 году. Окончил киноакадемию в 1982 году вместе с такими будущими представителями «Пятого поколения», как Чэнь Кайгэ, Чжан Имоу и Тянь Чжуанчжуан.
В 80-е годы Чжао работает в качестве оператора в фильмах «Конокрад» Тянь Чжуанчжуана, «Сансара» Хуан Цзяньсиня и других. В 1991 году работал с Чжан Имоу над его Magnum opus «Зажги красный фонарь». В конце 1990-х годов выступил в качестве оператора эпической картины Чэнь Кайгэ «Император и убийца», за которую был удостоен премии Золотой петух 1999 года.
После этого Чжао Фэй получил предложение о совместной работе от знаменитого кинорежиссёра Вуди Аллена. Аллен впервые заметил китайского оператора ещё во время просмотра картины «Зажги красный фонарь», однако, сам Чжао отмечал, что не понимает, почему Вуди Аллен выбрал именно его. Вместе они работали над такими картинами, как «Сладкий и гадкий» (1999), «Мелкие мошенники» (2000), «Проклятие нефритового скорпиона» (2001).

## Избранная фильмография
| Год  | Русское название                | Оригинальное название          | Режиссёр        | Примечания |
| ---- | ------------------------------- | ------------------------------ | --------------- | --- |
| 1986 | Конокрад                        | 盗马贼                         | Тянь Чжуанчжуан | Совместно с Хоу Юн |
| 1988 | Сансара                         | 轮回                           | Хуан Цзяньсинь  | |
| 1992 | Зажги красный фонарь            | 大红灯笼高高挂                 | Чжан Имоу       | Приз Национального союза кинокритиков США за лучшую операторскую работу Приз Ассоциации кинокритиков Лос-Анджелеса за лучшую операторскую работу |
| 1998 | Император и убийца              | 荊柯刺秦王                     | Чэнь Кайгэ      | Премия Золотой петух for Best Cinematography за лучшую операторскую работу                                                                       |
| 1999 | Сладкий и гадкий                | Sweet and Lowdown              | Вуди Аллен      | |
| 2000 | Мелкие мошенники                | Small Time Crooks              | Вуди Аллен      | |
| 2001 | Проклятие нефритового скорпиона | The Curse of the Jade Scorpion | Вуди Аллен      | |
| 2010 | Пусть летят пули                | 让子弹飞                       | Цзян Вэнь       | |
| 2014 | Переправа                       | 太平輪                         | Джон Ву         | |